# Цар Освободител (булевард в София)
Вижте пояснителната страница за други значения на Цар Освободител.
„Цар Освободител“ или само Царя (през 1970-те – 1980-те години официално наричан „Руски“) е централен булевард в София.
Разположен е между Орлов мост на изток, минава през площад „Александър I“ на запад и завършва/започва пред плочника на Партийния дом на площад "Независимост". Булевард  „Цар Освободител“ се пресича с някои основни пътища в София като бул. „Васил Левски“ и „Раковска“. В близост е Метростанция СУ „Св. Климент Охридски“.
През 1889 г. столичният общински съвет преименува някогашната „Истанбул джадеси“ в булевард „Цар Освободител“, който бързо започва да придобива облика на главна представителна градска артерия.

## Известни сгради
Много институции и забележителности на София са разположени по бул. „Цар Освободител“, сред тях са:
- Северна страна
  - Национален природонаучен музей (№1)
  - Руска църква „Николай Чудотворец“ (№3)
  - Централен военен клуб (№7)
  - Посолство на Италия
  - Посолство на Австрия
  - Главна сграда на Българската академия на науките
  - Народно събрание на България
  - Главна сграда на Софийския университет „Свети Климент Охридски“ (Ректората)
  - Къща на Сърмаджиев (№19) – днес резиденция на посланика на Турция
- Южна страна
  - Старият Хотел „България“ на ъгъла с улица „Дякон Игнатий“
  - Централен офис за България на БНП Париба (№2) – сградата е построена през 1899 година като седалище на Софийския клуб
  - Комплекс „България“ (№4)
  - Централен офис на Постбанк (№16) - построен е през 2003 година след почти пълното разрушаване на строената през 1899 година къща на Иван Евстратиев Гешов
  - Къща на Яблански (№18) – по-късно посолство на Китай
  - Паметник на Съветската армия – частично демонтиран през 2023 г.